# جلال أمين صالح
جلال أمين صالح خطاط ورسام أردني من مواليد عام 1946 م يحمل دبلوم في الخط العربي وليسانس في الجغرافيا وإجازة من مدرسة تحسين الخطوط العربية بالقاهرة.

## معارضه
أقام معرضا للخط الإسلامي عام 1391 هـ واقام معرضا كشفيا رائدا عام 1389؛ كما أقام معرضا ضخما في الخط العربي عام 1406هـ.
أقام معرضا رسم فيه صورا للأسرة المالكة الهاشمية بالأردن وافتتحه سمو الأمير الحسن بن طلال ولي عهد الأردن في ذلك الحين والذي ابدى اعجابه الشديد وقد اهديت كافة الرسوم لقصور الأمراء والأميرات بالأردن.
أقام معرض في الرسم الكلاسيكي في الوطن العربي احتوى على 87 لوحة لشخصيات معروفة في القاعة الرئيسية بإتيليه القاهرة بمصر، افتتحه الفنان الدكتور أحمد نوار عام 2004م.
حصل على المركز الأول بالخط الكوفي والخامس بالديواني في مسابقة الخط الدولية بإسطنبول – تركيا عام 1409هـ. بفضل الدعم منالأميرة وجدان بن علي
اختارته المراسم الملكية السعودية خطاطاً لها أثناء انعقاد مؤتمر القمة الإسلامي الثالث بالطائف عام 1401 هـ لجودة خطه.

## أعماله
صدر من مؤلفاته: مذكرات في الخط العربي - المرشد في كتابة الهمزات - الباني في الخط الديواني وكتالوج مصور في الخط العربي.